# Kurt Johansson
Kurt Johansson (* 1960) ist ein schwedischer Mathematiker, der sich mit Stochastik beschäftigt. Er leistete wichtige Beiträge zur Theorie der Zufallsmatrizen und der Theorie der zufälligen Permutationen. Er ist Professor an der Königliche Technische Hochschule in Stockholm.

## Biographie
Johansson doktorierte 1988 an der Universität Uppsala bei Lennart Carleson. 1999 bewies er zusammen mit Jinho Baik und Percy Deift den Satz von Baik-Deift-Johansson. 2000 bewies er das Tracy-Widom-Gesetz für gewisse zweidimensionale Zufallswachstumsmodelle, die mit dem eindimensionalen TASEP-Modell verwandt sind und das Tracy-Widom-Gesetz für komplexe Wishart-Matrizen, welches ein Jahr zuvor 1999 von Iain M. Johnstone für den reellen Fall bewiesen wurde. 2002 bewies er, dass die Fluktuation des Randes beim Satz des arktischen Kreises gegen den Airy-Prozess konvergiert.
2002 bekam er den Göran Gustafsson Prize der Royal Swedish Academy of Sciences. 2006 wurde er Mitglied der Königlich Schwedische Akademie der Wissenschaften. 2012 wurde er Fellow des American Mathematical Society. 2019 wurde er zum Mitglied der Academia Europaea gewählt.